# Le Coucher de la Mariée
Le Coucher de la Mariée je francouzský erotický němý film z roku 1896. Režisérem je Albert Kirchner, používající pseudonym „Léar“. Film je považován za jeden z prvních pornografických filmů, i když měl jen zachytit přípravy ženy na svatbu. Premiéru měl v listopadu 1896.
Film byl původně dlouhý asi 7 minut, ale kvůli špatnému uložení ve francouzském národním filmovém archivu bylo v roce 1996 zjištěno, že přežily jen asi dvě minuty.
K natáčení filmu byly použity divadelní kulisy a kabaretní tanečnice Louise Willy, která se ve filmu obnažila, zatímco neznámý herec četl noviny a chvilkami ji šmíroval.